# Fürstentum Swenigorod
Das Fürstentum Swenigorod (ukrainisch Звенигородське князівство) war ein Fürstentum innerhalb der Kiewer Rus um die Burg Swenigorod von ungefähr 1084 bis 1444 in der heutigen westlichen Ukraine. Es sollte nicht mit den gleichnamigen Fürstentümern bei Moskau und an der oberen Oka verwechselt werden.

## Geschichte
Um 1084 wurden innerhalb des Fürstentums Wolhynien die Fürstentümer Swenigorod, Terebowlja und Peremysl gegründet.
Swenigorod ging an Wolodar Rostislawitsch, die anderen an seine Brüder.
Die Nestorchronik erwähnt die Burg Swenigorod erstmals für das Jahr 1087.
1141 vereinigte sich das Fürstentum mit Peremysl und Terebowlja, 1144 wurde der Sitz nach Halitsch verlegt.
1239 wurde das Gebiet dem Khanat der Goldenen Horde unterstellt.
1349 kam es zum Königreich Polen, endgültig 1392.

## Fürsten von Swenigorod
- Wolodar Rostislawitsch (um 1084–1092)
- Wladimir Wolodarowitsch (1124–1129) (Vater von Jaroslaw Osmjomysl, Fürst von Halitsch)
- Iwan Rostislawitsch Berladnik (1129–1145)
- zum Fürstentum Halytsch (1145–1206)
- Roman II. Igorewitsch (1206–1207)
- Roman II. Igorewitsch (1208–1210)
- Daniel Romanowitsch von Galizien (1210)
- Roman II. Igorewitsch (1210–1211)

## Gebiet
Das Fürstentum grenzte im Westen an das Fürstentum Peremysl, im Norden an das Fürstentum Wolhynien und im Osten an das Fürstentum Terebowlja.